# Rebecca Adamson
Rebecca Adamson (nascida em 1950)  é uma empresária e advogada americana. Adamson é ex-diretora, ex-presidente e fundadora do First Nations Development Institute. É também fundadora do First Peoples Worldwide.

## Vida pessoal
Adamson nasceu em Akron, Ohio, filha de um pai de ascendência sueco-americana e de uma mãe que se identificou como sendo Cherokee. Adamson cresceu em Akron e passou os verões com sua avó em Lumberton, Carolina do Norte onde aprendeu sobre a história e a cultura dos nativos americanos. Adamson possui um mestrado em desenvolvimento econômico pela Universidade do Sul de New Hampshire em Manchester, New Hampshire, onde leciona um curso de pós-graduação em economia indígena.

## Carreira
Em 1967, depois de se formar na Firestone High School em Akron , Adamson prosseguiu com os estudos em filosofia na Universidade de Akron e depois fez cursos de direito e economia no Piedmont College, na Geórgia. Em 1970, Adamson deixou a faculdade para trabalhar em reservas ocidentais para ajudar a acabar com a prática de remover crianças nativas americanas de suas casas e colocá-las em internatos do governo ou de missionários na esperança de destruir suas conexões com suas línguas e culturas nativas.
De 1972 à 1976, Adamson fez parte dos membros do conselho de administração de Denver, Colorado's Coalition of Indian-Controlled School Boards, onde trabalhou para sintetizar e facilitar a reforma política em nível nacional. A Coalizão trabalhou para "tomar o controle das escolas indianas do governo dos Estados Unidos e de grupos religiosos cristãos que as administravam há mais de 100 anos". Seu trabalho contribuiu para a Lei de Autodeterminação Indiana de 1975.
Em 1982, ela se tornou fundadora e presidente do First Nations Development Institute em Falmouth, Virgínia, para promover o desenvolvimento econômico fundando empresas comerciais em reservas. Em 1986, atuou como consultora de desenvolvimento rural para a Organização das Nações Unidas (ONU) durante a Década da Mulher. De 1988 à 1989 serviu de  conselheira para os Direitos Indígenas Internacionais na Organização Internacional do Trabalho da ONU. Ela também atuou no conselho de administração do National Center for Enterprise Development e do Council on Foundations .
Em 1992, tornou-se conselheira da Campanha para o Desenvolvimento Humano da Conferência Católica. Adamson também atuou na Força-Tarefa do Conselho Presidencial sobre Desenvolvimento Sustentável/Comunidades Sustentáveis.
Seu trabalho resultou no primeiro fundo de microcrédito nos Estados Unidos associado a uma reserva, o primeiro modelo de investimento tribal. Este foi um movimento nacional para a reforma agrária da reserva e legislação sobre a responsabilidade de confiança federal para os nativos americanos.
O trabalho internacional de Adamson criou a Lumba Aboriginal Community Foundation na Austrália . Isso permitiu que a Tribo Sans protegesse suas terras tradicionais em Botswana, Namíbia e África Austral. Adamson lançou uma estratégia (que inclui Alcoa, Texaco, Rio Tinto, Merck, Ford e Occidental ) com critérios de investimento que protegem os direitos dos povos indígenas e foi adotada por um fundo mútuo, um fundo de índice e consultores de investimento .
Adamson estabeleceu um programa de bolsas de estudo para nativos na Yale School of Organization and Management e na Carlson School of Management da Universidade de Minnesota . Adamson convenceu o Banco Mundial a criar o Primeiro Fundo Global de Facilidade para os Povos Indígenas para fazer doações para pequenas construções.
Em 2014, Adamson foi nomeada pelo governo de Obama para um mandato de três anos no Comitê Consultivo da Iniciativa de Transparência das Indústrias Extrativas dos EUA para aumentar a transparência nos relatórios sobre a extração de recursos naturais.
Adamson atua no conselho de administração do Calvert Social Investment Fund e do Calvert Small Cap Fund, que são conhecidos por investimentos socialmente responsáveis e cofundaram um fundo lá. Adamson Faz parte do conselho e é administradora da Tom's of Maine, Inc. Adamson faz parte dos conselhos da Corporation for Enterprise Development, The Bay Foundation, Josephine Bay Paul e C. Michael Paul Foundation, The Bridgespan Group e First Voice International . Adamson é membro fundadora de Native Americans in Philanthropy, Funders Who Fund Native Americans e International Funders for Indigenous Peoples. Adamson foi membro dos conselhos editoriais do Indian Country Today, Native Americas e do Akwe:kon Journal.
Em 2016, a tribo Sioux da Reserva de Standing Rock pediu a Adamson que desenvolvesse e coordenasse uma estratégia de engajamento de investidores para pressionar os construtores do Dakota Access Pipeline a mudar a rota planejada que deveria passar perto de um rio usado para água potável perto de sua reserva. Adamson conseguiu obter declarações de investidores ESG com mais de US$ 1,7 trilhão em ativos investidos, solicitando que os bancos que financiam o oleoduto apoiem o pedido da tribo para redirecionar o oleoduto. Seus esforços ajudaram a encorajar ativistas que forçaram as resoluções dos acionistas a exigir que os riscos ambientais e sociais fossem divulgados de forma mais adequada (inclusive na Marathon Petroleum, Enbridge e Wells Fargo ) e encorajou mais de 500 ONGs a pressionar os bancos que financiam o oleoduto com três grandes bancos retirando-se do consórcio ( BNP Paribas, DNB ASA e ING ) e dez outros bancos apoiaram o fortalecimento dos Princípios do Equador .

## Prêmios
Em 1996, Adamson recebeu o prêmio Robert W. Scrivner do Council on Foundations por doações e o prêmio Jay Silverheels do National Center for American Indian Enterprise Development. A revista Ms. a nomeou uma de suas sete "Mulheres do Ano" em 1997.
Em 1998, Adamson  foi nomeada uma das 10 maiores Empreendoras Sociais do ano pela revista Who Cares.
Em 2001, Adamson recebeu o Prêmio de Liderança John W. Gardener .
Em 2004, Adamson foi a Empreendedora Social de Destaque da Scwab.
Em 2012, Adamson foi apresentada como uma das mulheres mais influentes da América no programa PBS ' MAKERS: Women Who Make America .
Adamson escreve uma coluna mensal para o jornal Indian Country Today . Quando questionada sobre suas realizações em 2015, Adamson disse: "Eu venho de uma sociedade matrilinear e ter mulheres como fonte de poder estava em meu DNA".

## Publicações
- "Adaptando o Processo de Avaliação à Cultura Organizacional", capítulo de Avaliação com Poder, 1997
- "O mercado de crédito nativo americano: a oportunidade bate, mas os relacionamentos permanecem", RMA's Journal of Lending & Credit Risk Management, outono de 1997
- "Não pode doá-lo rápido o suficiente? Try This," Foundation News & Commentary, janeiro/fevereiro de 1998
- A cor da riqueza - A história por trás da divisão racial da riqueza nos EUA, junho de 2006